# 東急1500系電車
もしかして
- 東急1000系電車#1000系1500番台

ではありませんか？